# Fernwanderweg Franken-Hessen-Kurpfalz
Der Fernwanderweg Franken-Hessen-Kurpfalz verläuft von Aschaffenburg bis zur Burg Lichtenberg.

## Gesellschaft
Der in Rheinland-Pfalz befindliche Streckenteil wird vom Pfälzerwald-Verein betreut. Wie die meisten Wege, die über den Weiler Johanniskreuz verlaufen, ist er mit einem Kreuz gekennzeichnet.

## Streckenverlauf
Der Weg beginnt in Aschaffenburg und verläuft in Nord-Süd-Richtung durch den  hessischen Teil des Odenwalds. Von dort aus geht es über Neckargemünd Leimen und Hockenheim bis nach Speyer. Danach setzt er über den Rhein und befindet sich fortan innerhalb der Pfalz. Über Speyer und Dudenhofen sowie anschließend entlang des Modenbach verläuft er durch das Gäu und passiert dabei Großfischlingen sowie Edenkoben. Danach tritt er in den Pfälzerwald ein und führt rund einen Kilometer gemeinsam mit dem Pfälzer Weinsteig. Anschließend verläuft über den Steigerkopf, das Forsthaus Heldenstein, den Erlenkopf, den Weiler Landauer Forsthaus Taubensuhl und den Eschkopf samt Eschkopfturm bis nach Johanniskreuz.

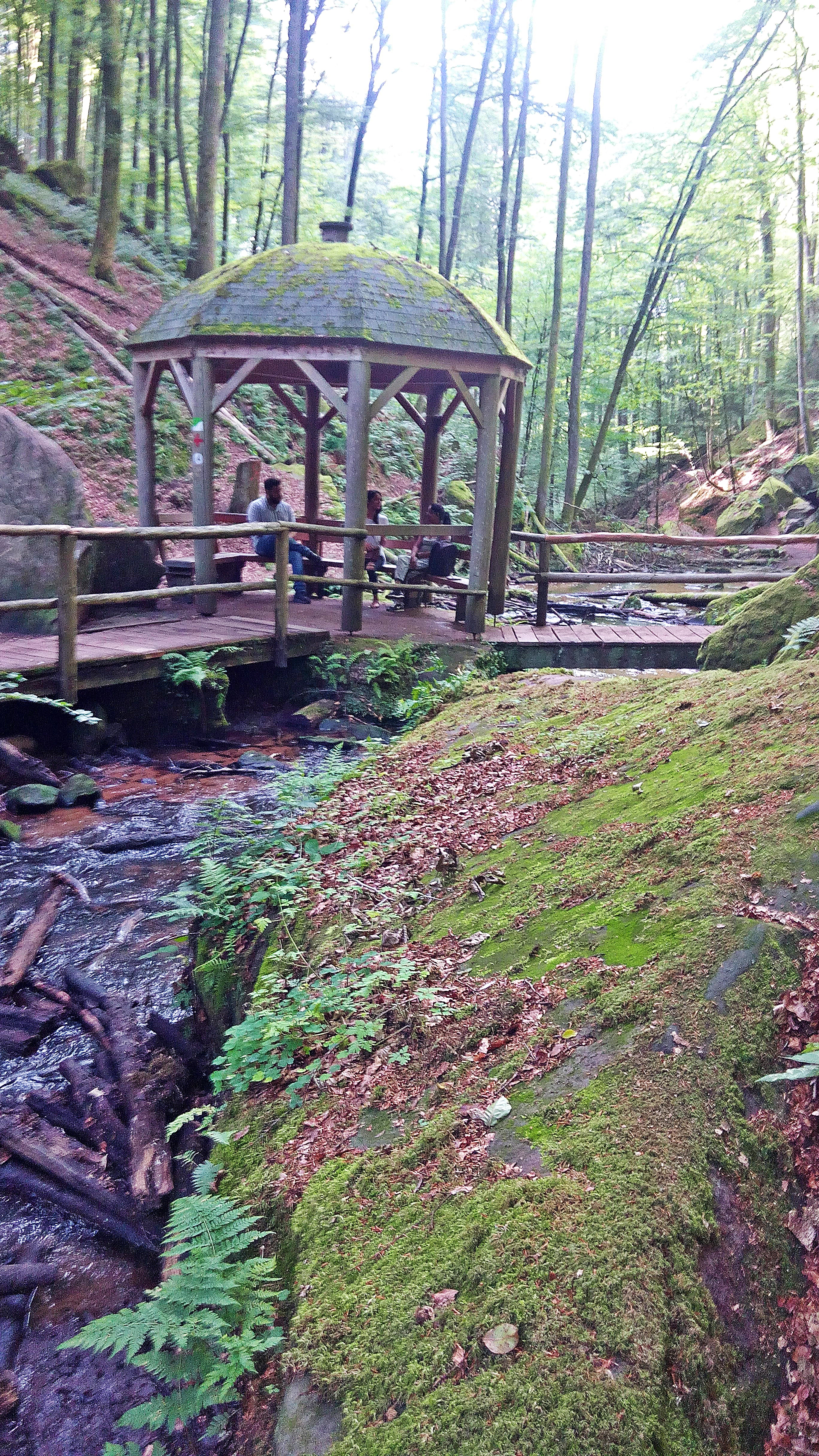
Fernwanderweg Franken-Hessen-Kurpfalz im Karlstal

Dort trifft er auf die Fernwanderwege Nahegau-Wasgau-Vogesen und Saar-Rhein-Main, die ebenfalls mit Kreuzen gekennzeichnet sind. Innerhalb des Karlstals ist sein Verlauf mit dem Pfälzer Waldpfad identisch.
Über den Walzweiher, den Weiler Breitenau, den Gelterswoog und den Hoheneckermühlbach passiert er Landstuhl, wo er den Pfälzerwald verlässt. Nördlich von Ramstein-Miesenbach tritt er in das Nordpfälzer Bergland ein. Über Steinwenden, Fockenberg-Limbach, Neunkirchen am Potzberg, den Potzberg, Theisbergstegen, den Remigiusberg, Kusel und Diedelkopf endet der Fernwanderweg schließlich an der Burg Lichtenberg.